# Neujahrskonzert der Wiener Philharmoniker 2010
Das Neujahrskonzert der Wiener Philharmoniker 2010 war das 70. Neujahrskonzert der Wiener Philharmoniker und fand am 1. Jänner 2010 im Wiener Musikverein statt. Dirigiert wurde es zum zweiten Mal von Georges Prêtre, der mit 85 Jahren der bis dahin älteste Dirigent dieses Konzertes war.

## Besonderheiten
In diesem Jahr standen wieder Kompositionen auf dem Programm, die nie zuvor im Neujahrskonzert gespielt wurden, darunter erneut ein Werk von Jacques Offenbach. Erstmals war der „dänische Strauss“, Hans Christian Lumbye, mit dem bekanntesten seiner Werke, dem Champagner-Galopp vertreten.
Der Blumenschmuck für das Neujahrskonzert war auch 2010, wie bereits seit 1980, ein Geschenk der italienischen Stadt Sanremo. Die Choreografie des Balletts übernahm Renato Zanella, das Kostümdesign stammte von VALENTINO.

## Ballett
Das Ballett zum Neujahrskonzert kam erstmals aus dem Kunsthistorischen Museum und brachte zwei Tanzeinlagen zur Polka Ein Herz, ein Sinn sowie zum Walzer Morgenblätter, beide von Johann Strauss (Sohn). Dargebracht wurde es vom Wiener Staatsopern-Ballett sowie zwei internationalen Gasttänzern, es bewegte sich im Eingangsfoyer, dem Stiegenaufgang und der Kuppelhalle.

## Pausenfilm
Impressionen, ein Bilderbogen war der Titel des Pausenfilms im Neujahrskonzert 2010. Regisseur Hannes Rossacher verfolgte dabei die Arbeit an den von Valentino entworfenen Ballettkostümen in Wien und Paris und die Probenarbeiten des Orchesters und des Balletts.

## Fernsehübertragung
Das Neujahrskonzert 2010 wurde in Radio und Fernsehen weltweit übertragen. Die Bildregie führte Karina Fibich.

## Aufnahmen
Die Aufnahme des Konzertes zählte in Österreich zu den meistverkauften Alben des Jahres 2010.

## Programm

### 1. Teil
- Johann Strauss (Sohn): Ouvertüre zur Operette Die Fledermaus
- Josef Strauss: Frauenherz, Polka mazur, op. 166
- Johann Strauss (Sohn): Im Krapfenwaldl, Polka française, op. 336
- Johann Strauss (Sohn): Stürmisch in Lieb’ und Tanz, Polka schnell, op. 393
- Johann Strauss (Sohn): Wein, Weib und Gesang, Walzer, op. 333
- Johann Strauss (Sohn): Perpetuum mobile, Musikalischer Scherz, op. 257

### 2. Teil
- Otto Nicolai: Ouvertüre zur Oper Die lustigen Weiber von Windsor
- Johann Strauss (Sohn): Wiener Bonbons, Walzer, op. 307
- Johann Strauss (Sohn): Champagner-Polka, musikalischer Scherz, op. 211
- Johann Strauss (Sohn): Ein Herz, ein Sinn, Polka mazur, op. 323
- Johann Strauss (Vater): Der Carneval in Paris, Galopp, op. 100*
- Jacques Offenbach: Ouvertüre zur Oper Rheinnixen*
- Eduard Strauß: Helena Quadrille (sic), op. 14**
- Johann Strauss (Sohn): Morgenblätter, Walzer, op. 279
- Hans Christian Lumbye: Champagner-Galopp, op. 14*

### Zugaben
- Johann Strauss (Sohn): Auf der Jagd, Polka schnell, op. 373
- Johann Strauss (Sohn): An der schönen blauen Donau, Walzer, op. 314
- Johann Strauss (Vater): Radetzky-Marsch, op. 228

Werkliste und Reihenfolge sind der Website der Wiener Philharmoniker entnommen.
 Mit * gekennzeichnete Werke standen erstmals in einem Programm eines Neujahrskonzertes.
Das mit ** gekennzeichnete Werk heißt original Helenen-Quadrille.